# Bernice Weldon Sargent
Bernice Weldon Sargent FRSC (* 24. September 1906 in Williamsburg, Ontario; † 17. Dezember 1993 in Kingston, Ontario, Kanada) war ein kanadischer Physiker und Pionier der Atomphysik. Er war Mitglied der Royal Society of Canada.

## Studium
Sargent schloss die Queen’s University im Jahr 1926 mit dem Mastergrad ab. Er studierte in den Jahren 1928 bis 1930 am Cavendish Laboratory der Cambridge University und war dort Schüler von Ernest Rutherford.

## Forschung und Lehre
Er forschte in Cambridge unter anderem zum radioaktiven Beta-Zerfall. Die nach ihm benannte Sargent-Regel liefert einen Zusammenhang zwischen der beim Beta-Zerfall maximal freiwerdenden Energie und der mittleren Lebensdauer.
Danach kehrte er als Dozent an die Queen’s University zurück. In den Jahren 1940 und 1941 war Sargent mit George Laurence am Aufbau eines Forschungsreaktors am National Research Council in Ottawa beteiligt. Anschließend arbeitete Sargent als Abteilungsleiter für Physik bei den Chalk River Laboratories. Er kehrte 1951 als Abteilungsleiter des Physics Department an die Queen’s University zurück. Im Jahr 1972 ging er offiziell in Rente, forschte jedoch bis 1990 weiter.

## Auszeichnungen
Sargent erhielt 1959 von der Canadian Association of Physicists die CAP-Medaille für sein Lebenswerk, er war Member of the Order of the British Empire.

## Schriften
- B. W. Sargent: The Upper Limits of Energy in the β-ray Spectra of Actinium B and Actinium C. Mathematical Proceedings of the Cambridge Philosophical Society, 25:514-521, 1929
- B. W. Sargent: Energy distribution curves of the disintegration electrons. Mathematical Proceedings of the Cambridge Philosophical Society, 28:538-553, 1932
- B. W. Sargent: The upper limit of energy in the β-ray spectrum of actinium B. Mathematical Proceedings of the Cambridge Philosophical Society, 29:156-160, 1933
- B. W. Sargent: The Maximum Energy of β-Rays from Uranium X and Other Bodies Proceedings of the Royal Society London A, 139:659-673, 1933